# Zaglyptogastra maiada
Zaglyptogastra maiada är en stekelart som beskrevs av El-heneidy och Donald L.J. Quicke 1991. Zaglyptogastra maiada ingår i släktet Zaglyptogastra och familjen bracksteklar. Inga underarter finns listade i Catalogue of Life.